# Biel Durán
Biel Durán (Gelida, Barcelona, mayo de 1984) es un actor de cine, televisión y teatro español. Fue anxaneta de la colla castellera Minyons de Terrassa (Muchachos de Tarrasa). Debutó con papel protagonista en la película de temática castellera La teta y la luna (1994), de Bigas Luna a la edad de 9 años. Conocido por su papel de David en Más pena que gloria, por el que tuvo una candidatura al premio Goya al mejor actor revelación, y, después, por su trabajo con el personaje de José Santos en la serie La chica de ayer.

## Filmografía

### Series de televisión
- Nissaga de poder (1996) - como Toni Castro
- La memòria dels Cargols (1999) - como Ramonet Cargol
- El comisario (2001) - un capítulo
- Temps de silenci (2001) - como Ignasi Burrull
- Policías, en el corazón de la calle (2001) - un capítulo
- Javier ya no vive solo (2002) - un capítulo
- Hospital Central (2002) - un capítulo
- Psico express (2002) - un capítulo
- El pantano (2003) - como Fede
- Cuentame como pasó (2007) - como Jordi
- Quart (2007) - como Judas
- La chica de ayer (2009) - como José Santos
- La sagrada familia (2010)
- Cites (2015) - Como Àlex
- Derecho a soñar (2017-¿?)
- Sé quién eres (2017) - Como Adrian
- 14 de abril. La República (2018-2019) - Mateo
- La Mesías (2023) - Profesor

### Cine
- La teta y la luna (1994): Tete
- Mi dulce (2001)
- Des del balcó (2001)
- Más pena que gloria (2001): David
- Amb el 10 a l'esquena (2003): Dani
- La buena voz (2004): Jordi
- Palabras de Vero (2004): Marcos
- Salvador (2005): Pons Llobet ("Queso")
- Lo bueno de llorar (2006): el Amigo 2º
- La mujer del anarquista (2007): Luis
- El coronel Macià (2007): Pagès
- Castillos de cartón (2008): Jaime
- El gran Vázquez (2010): Joven dibujante
- El cónsul de Sodoma (2010): Enrique Vila-Matas

### Internet
- El Ramon de les Olives (serie): Ricard

## Premios y candidaturas

### Candidaturas
- 2002. Candidato al Premio Goya como actor revelación por Más pena que gloria